# Elisabeth Hals (pianist)
Elisabeth Hals Andersen (Christiania, 1 oktober 1869- Bergen, 1957) was een Noors pianiste.
Elisabeth Constance Hals kreeg de muziek met de paplepel ingegoten. Haar moeder was de violiste Elisabeth Hals. De pianiste trouwde met de tandarts Magnus Andersen en kreeg drie kinderen.   
Ze kreeg muzieklessen van haar moeder en ook van Agathe Backer-Grøndahl en Theodor Leschetizky. Haar moeder had ooit samen gespeeld met de lerares. Op 7 maart 1889 speelden moeder en dochter tezamen in de concertzaal van Brødrene Hals de Vioolsonate van Edvard Grieg. De pianiste vertrok na een aantal jaren naar Bergen.
Enkele concerten:
- 2 december 1893: Bergen; voorloper van het Bergen filharmoniske orkester onder leiding van Johan Halvorsen met het Pianoconcert van Ignacy Jan Paderewski.
- 8 maart 1894: Bergen: kamermuziekconcert met Johan Halvorsen en John Grieg (broer van Edvard)
- 10 en 12 februari 1898: Bergen: kamermuziekconcert
- 15 juni 1903: Bergen; concert ter gelegenheid 60e verjaardag van Edvard Grieg
- 1 oktober 1907: Bergen: met Harmonien (Bergen filharmoniske  orkester) onder leiding van Harald Heide speelde ze het Pianoconcert van Grieg op een herdenkingsconcert ter ere van de componist
- 12 oktober 1933: Bergen: Bergens symfoniorkester (ook Bergen filharmoniske orkester), een jubileumconcert ter ere van Harald Heides 25-jarig dirigentschap met opnieuw het pianoconcert van Grieg